# 西班牙驻华大使馆
西班牙驻华大使馆（西班牙語：Embajada de España en China），是西班牙王国在中华人民共和国的最高外交代表机构。馆址位于中国北京市朝阳区三里屯路9号。

## 历史
1973年3月9日，西班牙与中华人民共和国建交，在北京设置大使馆并派驻大使。